# Peter van Walenburch

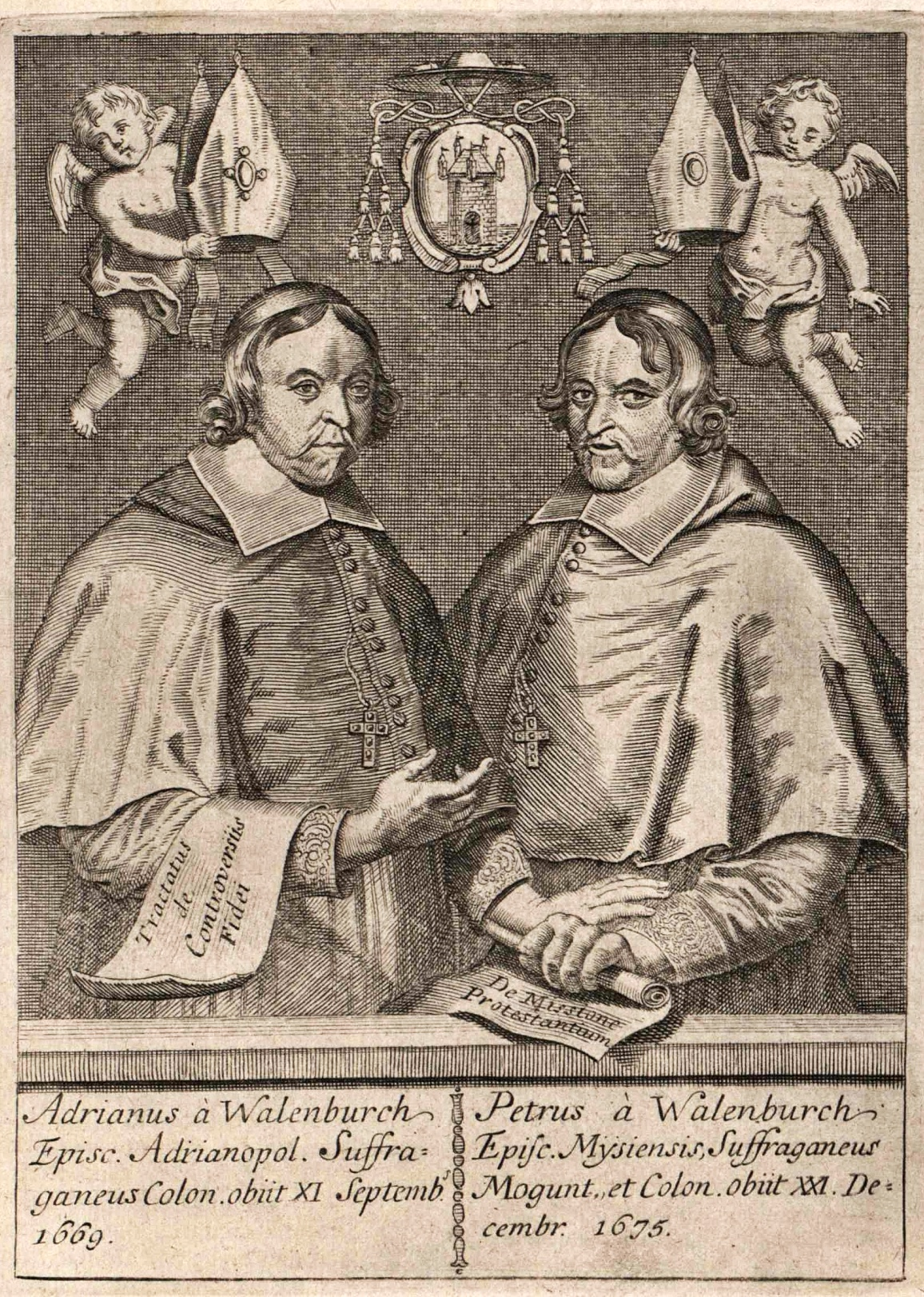
Die Brüder van Walenburch, Peter van Walenburch rechts

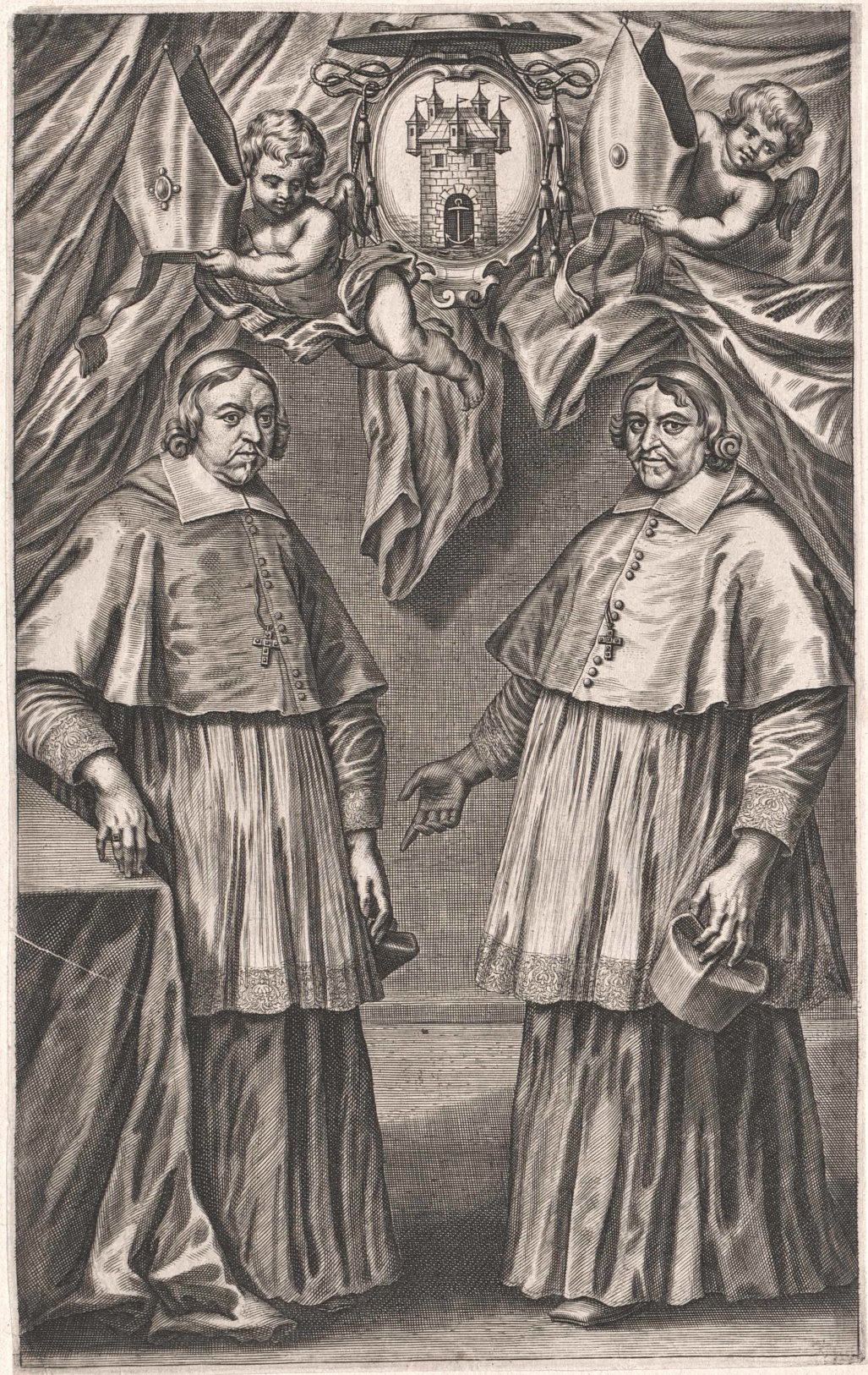
Die Brüder van Walenburch, Peter van Walenburch rechts

Peter van Walenburch (* 1610 in Rotterdam; † 21. Dezember 1675 in Köln) war ein katholischer Weihbischof in Mainz und Köln sowie Kontroversschriftsteller.

## Leben
Er kam zur Welt als Sohn einer angesehenen katholischen Familie in Rotterdam und war der jüngere Bruder von Adrian van Walenburch (1609–1669), der ebenfalls Bischof wurde.
Peter van Walenburch studierte in  Angers, wo er 1633 zum Doctor iuris utriusque promovierte. Dann setzte er seine Studien in Köln fort und erhielt am 30. März 1641 die Priesterweihe.
Auch der Bruder Adrian wählte den geistlichen Stand und schon bald erlangten beide als Kontroversschriftsteller Bekanntheit. Herzog Wolfgang Wilhelm von Pfalz-Neuburg berief sie an seinen Düsseldorfer Hof und setzte sie zur Rekatholisierung in Jülich-Berg ein. Ab 1645 wirkte Peter van Walenburch für die Apostolische Nuntiatur in Köln, wo er mit Nuntius Fabio Chigi, dem späteren Papst Alexander VII., verkehrte. 1652 avancierte Walenburch hier zum Auditor, 1657 wurde er Propst am Stift St. Maria ad Gradus in Köln. Peter van Walenburch war 1652 in Köln maßgeblich an der Konversion des Landgrafen Ernst I. von Hessen-Rheinfels zum katholischen Glauben beteiligt.
Inzwischen war er auch mit dem Mainzer Erzbischof Johann Philipp von Schönborn bekannt geworden, der ihn 1658 zu seinem Weihbischof berief. Walenburch erhielt den Titel eines Bischofs von Mysia und eines Dekans von St. Peter sowie ein Kanonikat an St. Viktor vor Mainz. Der Bollandist Daniel Papebroch besuchte ihn 1660 in Mainz und berichtet darüber in seinen Erinnerungen.
Walenburchs Bruder Adrian amtierte ab 1661 als Weihbischof in Köln, starb 1669 in Wiesbaden und wurde in Mainz St. Peter begraben. Nach dem Tod des Bruders übernahm Peter van Walenburch ab 1670 auch das Amt eines Kölner Weihbischofs, hielt sich vornehmlich dort auf und starb hier 1675.
Die Brüder Walenburch hinterließen als Autoren zahlreiche theologische Bücher.